# Bakumatsu
Nella storiografia giapponese il Bakumatsu (幕末? lett. "fine del bakufu") indica gli ultimi anni del duecentenario shogunato Tokugawa e, in senso più lato, la fine dello stesso sistema feudale e stratocratico facente capo agli shōgun. Segnò dunque il passaggio dal periodo Edo (1603-1868) al periodo Meiji (1868-1912), il quale aprì una lunga fase d'incessante modernizzazione e, in parte, occidentalizzazione del Paese. 
Si caratterizza per una serie brusca e turbolentissima d'eventi accaduti tra il 1853, quando la centenaria politica isolazionista nazionale conosciuta come sakoku venne repentinamente e coattamente interrotta, ed il 1867, quando la corte imperiale - forte anche del sostegno occidentale - decise di restaurare la propria autorità regia sull'intero Paese (il cosiddetto Rinnovamento Meiji), portandovi di conseguenza alla guerra civile. 
La maggior divisione e contrapposizione politica ed ideologica di questo periodo fu perciò quella tra i lealisti dell'Imperatore e nazionalisti shishi (志士?), riuniti dietro il motto neoconfuciano del sonnō jōi (尊皇攘夷, "riverire il tennō, espellere i barbari"), e le forze dello shogunato, che includevano l'unità di polizia chiamata shinsengumi. Nel caos del Bakumatsu molte altre fazioni tentarono di guadagnare rilevanza. Tra i fattori che sicuramente aggravarono lo scontro e portarono alla caduta dei Tokugawa vanno annoverati i risentimenti dei tozama daimyō, feudatari che avevano combattuto contro le forze dei Tokugawa nella Battaglia di Sekigahara del 1600 e che, con la vittoria dei Tokugawa, erano stati poi esclusi permanentemente da tutte le posizioni di potere in seno allo shogunato per oltre 250 anni.

## Trattato di pace e amicizia (1854)
Quando le navi nere del commodoro Matthew Perry apparvero nella Baia di Tokyo (allora chiamata Baia di Edo) nel luglio 1853, il bakufu (shogunato) entrò in crisi. Il capo dei consiglieri anziani, Abe Masahiro (1819–1857), fu incaricato di trattare con gli americani. Non essendoci precedenti per gestire questa minaccia alla sicurezza nazionale, Abe tentò di mediare fra il desiderio dei consiglieri di trattare con gli stranieri, quello dell'imperatore che li voleva tenere fuori dal paese, e quello dei signori feudali (daimyō) che volevano la guerra. Mancando il consenso, Abe scelse il compromesso accettando le richieste di Perry di aprire il Giappone al commercio con l'estero mentre nel frattempo faceva preparativi militari. Nel marzo 1854 fu firmata con gli statunitensi la Convenzione di Kanagawa / Trattato di Pace e Amicizia (o Trattato di Kanagawa), che mantenne la proibizione di commercio ma aprì tre porti (Nagasaki, Shimoda, Hakodate) alle baleniere americane in cerca di provviste, garantì un buon trattamento ai marinai americani naufragati, e permise l'apertura di un consolato degli Stati Uniti a Shimoda, porto marittimo nella Penisola di Izu, a sud-ovest di Edo.

### Problemi politici e modernizzazione
Il danno che ne risultò per il bakufu fu significativo. Discutere sulla politica del governo era inusuale, ma gli eventi avevano generato critiche pubbliche al bakufu. Nella speranza di avere il supporto di nuovi alleati, Abe, per la costernazione dei fudai, si era consultato con gli shinpan daimyo e i tozama daimyō, minando ulteriormente un bakufu già indebolito.

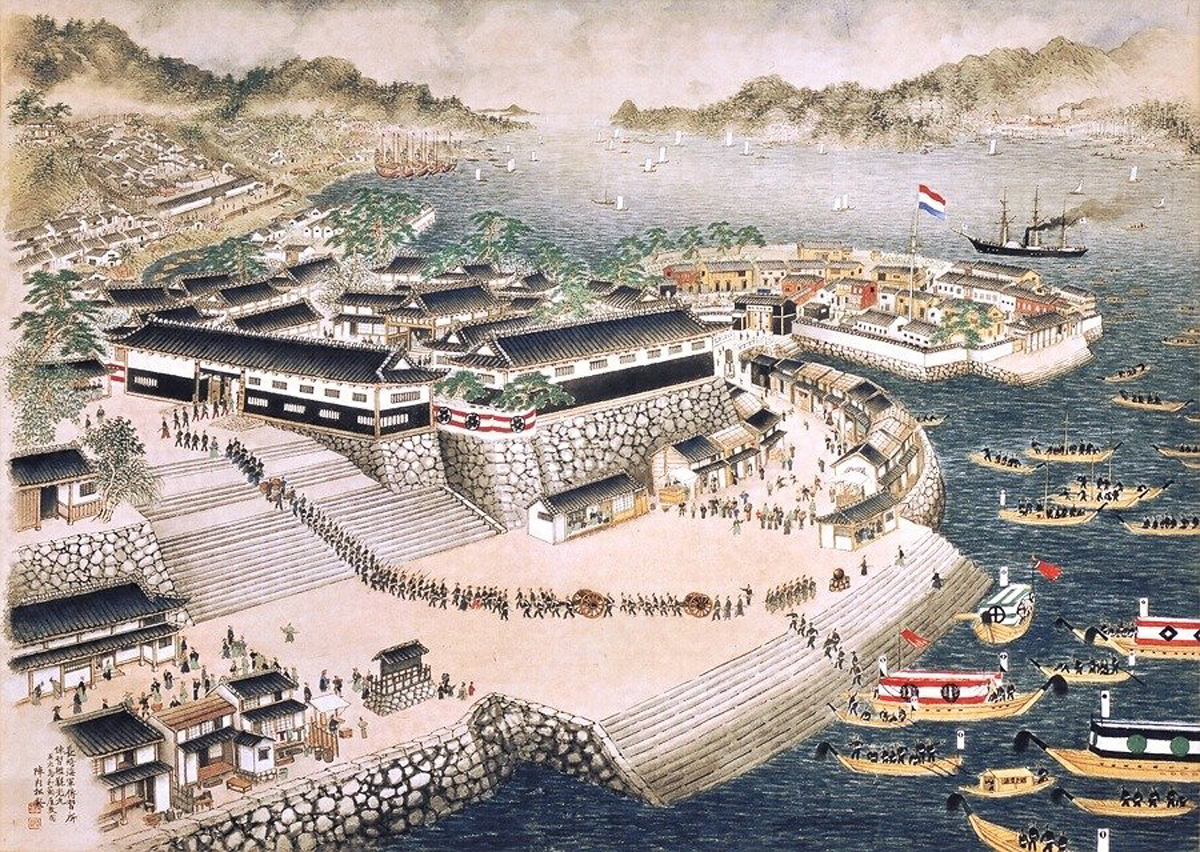
Il Centro Navale di addestramento di Nagasaki, a Nagasaki, vicino a Dejima.

Con la Riforma Ansei (1854–1856), Abe tentò di rafforzare il regime ordinando navi da guerra ed armamenti dai Paesi Bassi e costruendo nuove opere di difesa portuali. Nel 1855, con l'assistenza olandese, lo Shogunato acquistò la sua prima nave da guerra a vapore, la Kankō Maru, che fu usata per l'addestramento dei soldati. Fu inaugurato il Centro navale di addestramento di Nagasaki, con istruttori olandesi, e a Edo fu costituita una scuola militare in stile occidentale. Nel 1857 fu acquistata la prima nave da guerra a vapore giapponese mossa ad elica (screw-driven), la corazzata Kanrin Maru. In questo periodo, le conoscenze scientifiche si espansero velocemente assimilando ulteriormente le tecnologie dagli olandesi (Rangaku), i quali dal XVII secolo erano i soli stranieri che diffondevano nel Paese i progressi scientifici occidentali.
L'opposizione ad Abe aumentò negli ambienti fudai, che si opponevano all'apertura dei consigli del bakufu ai tozama daimyō, e nel 1855 venne rimpiazzato come capo dei consiglieri anziani da Hotta Masayoshi (1810–1864). A capo della fazione dissidente c'era Tokugawa Nariaki, che aveva da lungo tempo manifestato la propria lealtà verso l'imperatore nonché i propri sentimenti anti-stranieri, e che nel 1854 era stato posto a capo della difesa nazionale. La scuola di Mito, sorta 200 anni prima nella provincia di Hitachi e basata su una lettura della storia nazionale secondo principi neo-confuciani e shintoisti, si pose come obiettivo la restaurazione del potere imperiale e il rifiuto di aprirsi all'Occidente.

## Trattati di amicizia e commercio (1858)

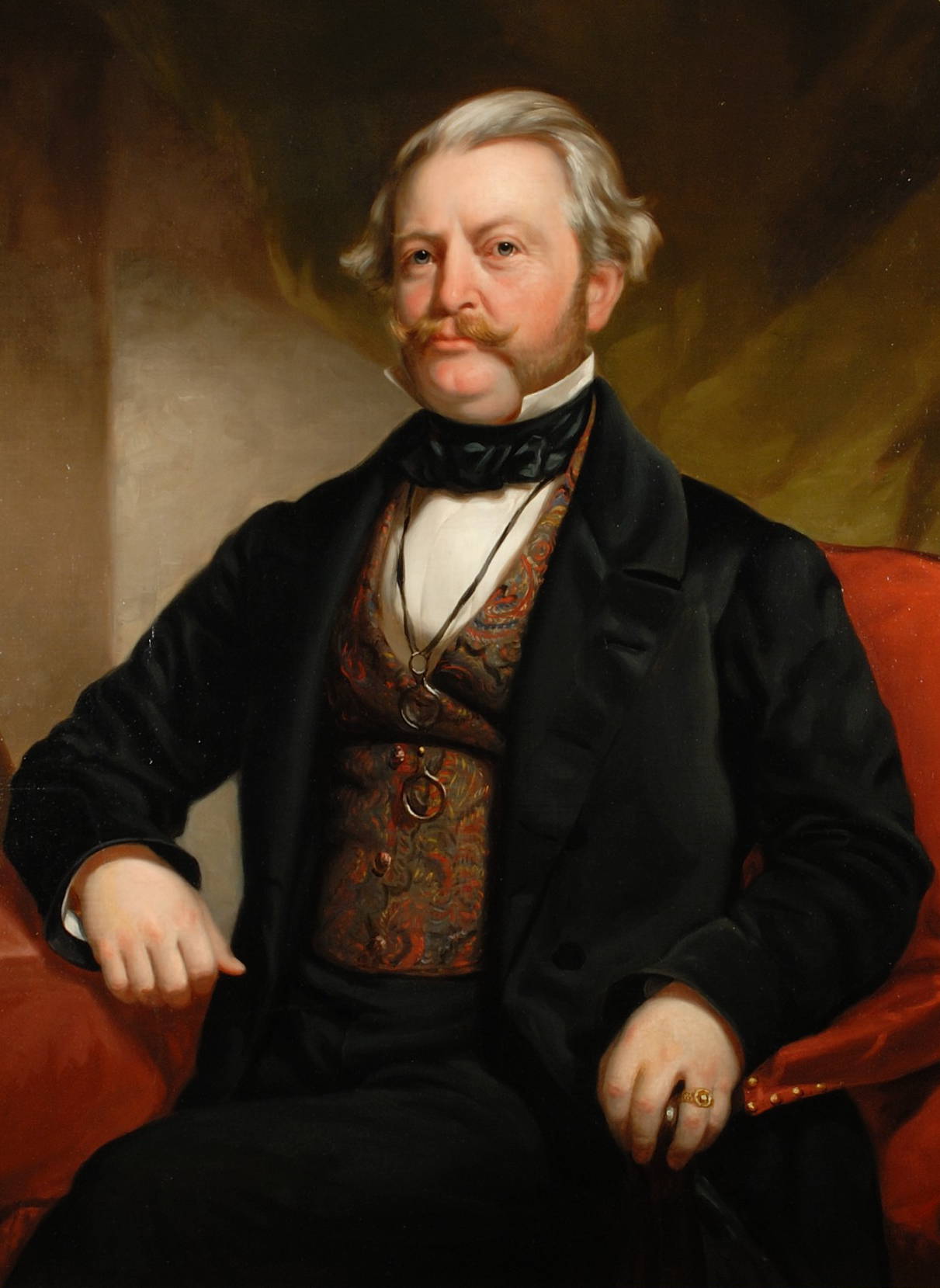
Townsend Harris negoziò il "Trattato Harris" o "Trattato di Amicizia e Commercio" nel 1858, aprendo il Giappone all'influenza straniera e al commercio, a condizioni non eque.

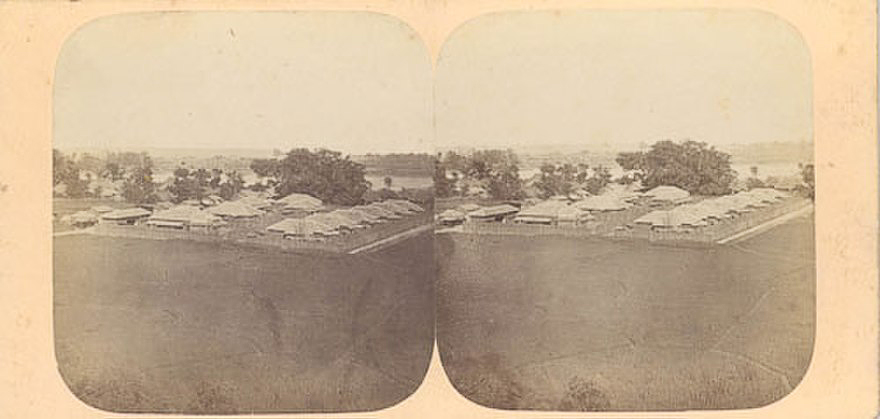
Vista di Yokohama nel 1859.

A seguito della nomina di Townsend Harris a console degli Stati Uniti nel 1856 e di due anni di negoziazioni, il "Trattato di amicizia e commercio nippo-americano" venne firmato nel 1858 ed entrò in vigore verso la metà del 1859. Harris aveva messo in guardia contro il colonialismo aggressivo di Francia e Gran Bretagna in Cina nella contemporanea Seconda Guerra dell'Oppio (1856–1860), sostenendo che quei Paesi non avrebbero esitato a far guerra anche al Giappone, e che gli Stati Uniti offrivano un'alternativa pacifica. I punti più importanti del trattato furono:
- scambio di diplomatici.
- L'apertura dei porti di Edo, Kōbe, Nagasaki, Niigata, e Yokohama al commercio straniero.
- la possibilità per i cittadini degli Stati Uniti di vivere e commerciare liberamente in quei porti (solo il commercio dell'oppio fu proibito).
- un sistema di extraterritorialità con il quale i residenti statunitensi in Giappone rispondevano alle leggi delle proprie corti consolari invece che al sistema di leggi giapponese.
- furono fissati bassi tassi di importazione ed esportazione, soggetti al controllo internazionale, privando il governo giapponese del controllo del commercio estero e della protezione dell'industria nazionale (il tasso si sarebbe abbassato fino al 5% negli anni sessanta dell'Ottocento)
- possibilità per il Giappone di acquistare navi ed armi americane (tre navi a vapore americane furono consegnate al Giappone nel 1862).

Il Giappone si impegnò inoltre ad applicare anche agli Stati Uniti eventuali migliori condizioni garantite in futuro con altri trattati ad altre nazioni straniere. Presto numerose nazioni straniere seguirono le orme degli Stati Uniti ed ottennero trattati con il Giappone. Con i Paesi Bassi fu firmato il Trattato di amicizia e commercio fra Paesi Bassi e Giappone il 18 agosto, con la Russia il Trattato di amicizia e commercio fra Russia e Giappone il 19 agosto, con il Regno Unito il Trattato anglo-giapponese di amicizia e commercio il 26 agosto, e con la Francia il Trattato di amicizia e commercio fra Francia e Giappone il 9 di ottobre.
Edifici destinati agli scambi commerciali vennero presto costruiti nei porti aperti al commercio con l'estero.

## Crisi e conflitto

### Crisi politica

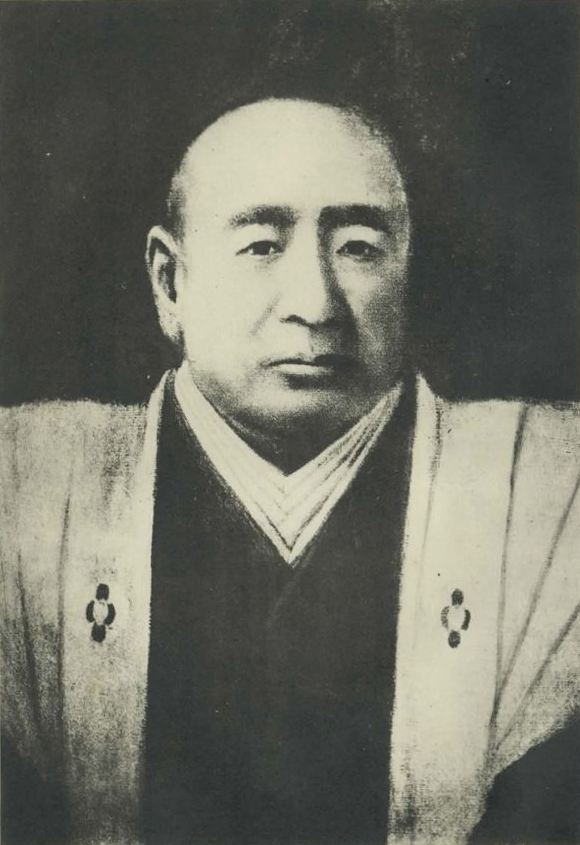
Hotta Masayoshi (1810–1864).

Hotta perse il supporto dei daimyo chiave, e quando Tokugawa Nariaki si oppose al nuovo trattato, Hotta cercò la sanzione imperiale. Gli ufficiali di corte, percependo la debolezza del bakufu, respinsero la richiesta di Hotta, cosa che ebbe come risultato le sue dimissioni e che improvvisamente coinvolse Kyoto e l'imperatore nella politica interna del Giappone, per la prima volta dopo molti secoli. Quando lo shogun morì senza un erede, Nariaki fece appello alla corte perché supportasse il proprio figlio, Tokugawa Yoshinobu (o Keiki), come shogun, un candidato favorito dagli shimpan daimyo e dai tozama daimyō. I fudai vinsero la lotta per il potere; tuttavia si installò Ii Naosuke, firmando i Trattati Ansei delle Cinque Potenze e ponendo così fine a duecento anni di chiusura verso l'esterno senza autorizzazione imperiale (autorizzazione concessa nel 1865) ed arrestando Nariaki e Yoshinobu, ordinando l'esecuzione di Yoshida Shōin (1830–1859, un intellettuale che guidava il sonnō-jōi, si era opposto al trattato con gli Americani e aveva tramato una rivoluzione contro il bakufu) conosciuto come la Purga Ansei.

### Modernizzazione, crisi economica e sollevazioni

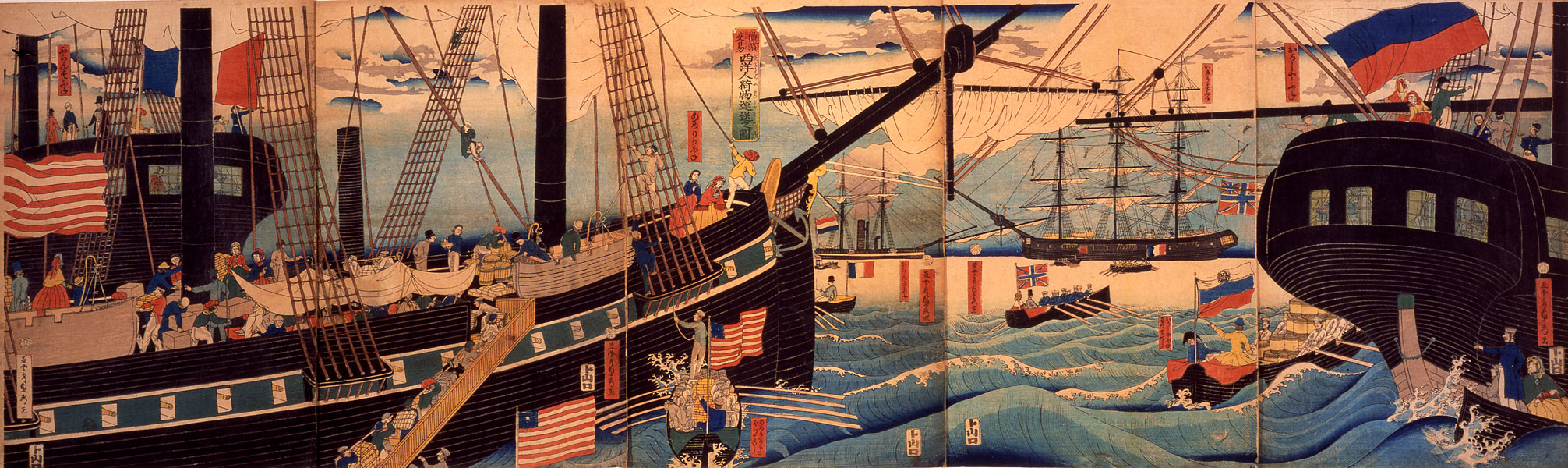
Navi straniere nel porto di Yokohama.

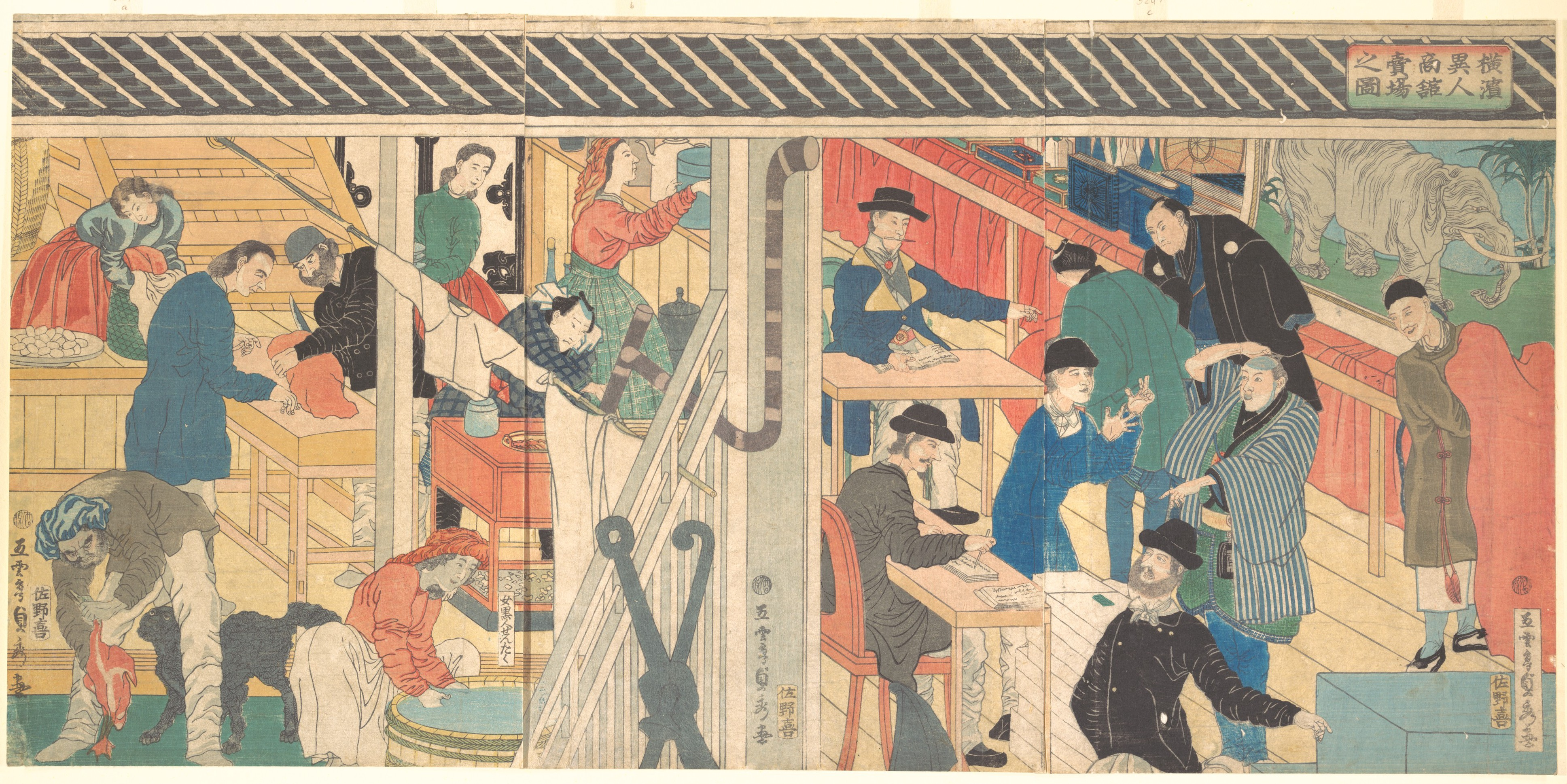
Una casa commerciale straniera a Yokohama nel 1861.

L'apertura del Giappone al commercio estero incontrollato portò ad una grande instabilità economica. Mentre alcuni imprenditori prosperarono, molti altri fecero bancarotta. La disoccupazione crebbe, così come l'inflazione. Per coincidenza molte carestie avevano fatto alzare drasticamente il prezzo del cibo. Avvennero incidenti fra alcuni stranieri, chiamati "feccia della terra" da un diplomatico dell'epoca, e giapponesi.
Anche il sistema monetario del Giappone andò in rovina. Tradizionalmente, il tasso di scambio del Giappone fra argento e oro era di 1:5, mentre i tassi internazionali erano dell'ordine di 1:15. Questo portò ad un massiccio acquisto di oro da parte degli stranieri, e infine costrinse le autorità giapponesi a svalutare la loro moneta.
Gli stranieri portarono in Giappone anche il colera (probabilmente dall'India), causando centinaia di migliaia di morti.

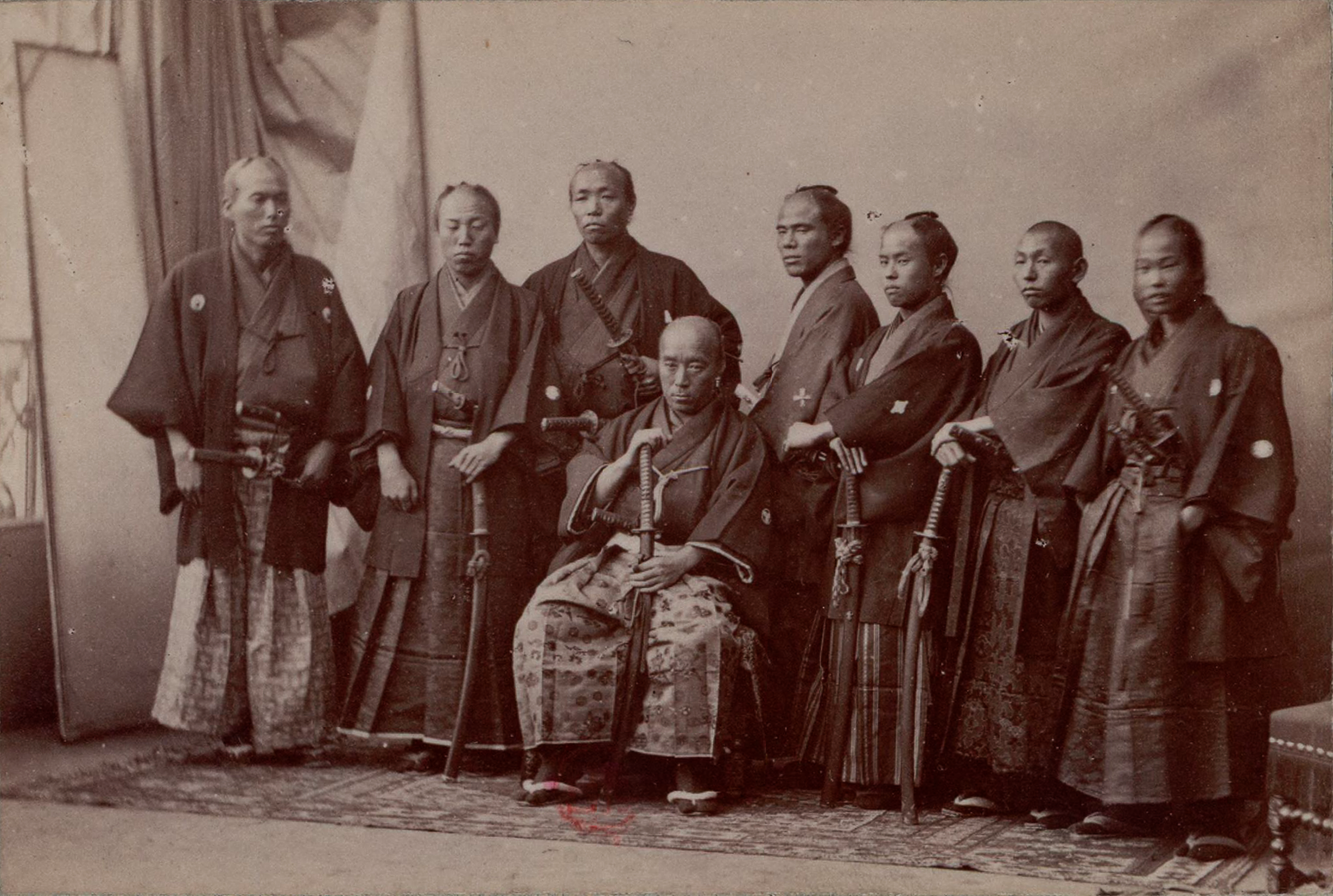
Membri della Prima ambasciata giapponese in Europa (1862), intorno a Shibata Sadataro, capo della missione (seduto)

Durante gli anni sessanta dell'Ottocento, rivolte di contadini (hyakushō ikki) e disordini urbani (uchikowashi) si moltiplicarono. Apparve il movimento "Rinnovamento del mondo" (yonaoshi ikki), così come febbrili movimenti di isteria collettiva come l'Ee ja nai ka (traducibile in Perché no oppure Non va forse bene così?).
Il bakufu inviò all'estero numerose missioni diplomatiche, per acquisire conoscenze a proposito della civiltà occidentale, rivedere i trattati iniqui e rimandare l'apertura di città e porti al commercio straniero; tali sforzi per la revisione si rivelarono però in buona parte infruttuosi.
Nel 1860 venne inviata un'ambasciata giapponese agli Stati Uniti, sulla nave da guerra Kanrin Maru e la nave americana Powhattan. Nel 1862 venne inviata una prima ambasciata giapponese in Europa.

### Assassinii di stranieri e conflitto aperto

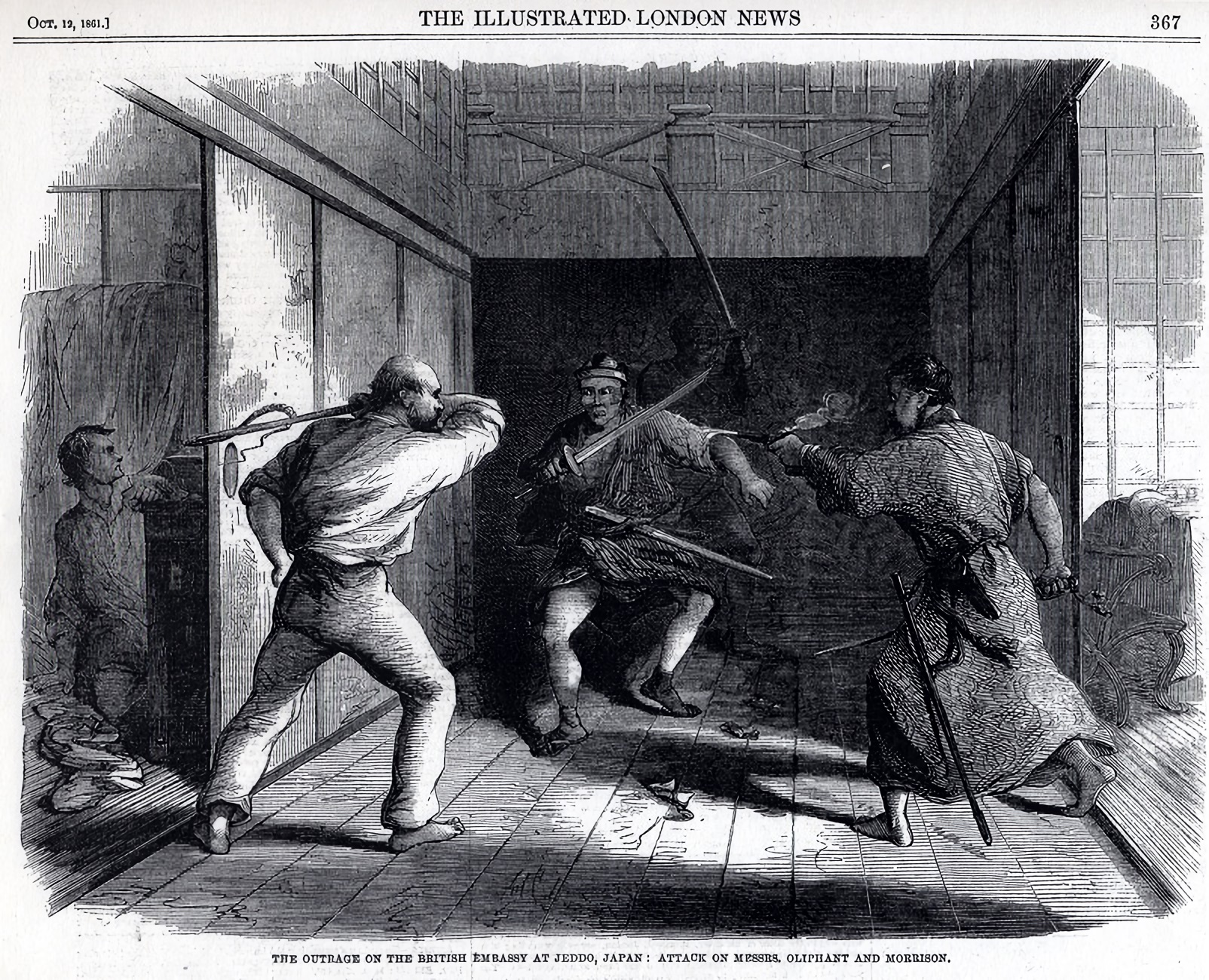
Attacco alla legazione britannica a Edo, 1861.

In questo periodo aumentò la violenza contro gli stranieri e coloro che avevano a che fare con loro. Ii Naosuke, che aveva firmato il Trattato di Harris e aveva tentato di eliminare l'opposizione all'Occidentalizzazione con la Purga Ansei, fu assassinato a Sakuradamon nel marzo 1860. Henry Heusken, il traduttore olandese di Harris venne ucciso da alcuni spadaccini nel gennaio del 1861. Sempre nel 1861, venne attaccata la delegazione britannica a Edo, e vi furono due morti. Durante quel periodo, venne ucciso circa uno straniero al mese. Nel settembre del 1862 avvenne l'Affare Richardson, che avrebbe costretto le nazioni straniere a intraprendere azioni decisive per proteggere gli stranieri e garantire l'esecuzione delle provvisioni dei Trattati. Nel maggio 1863, la delegazione statunitense a Edo venne data alle fiamme.

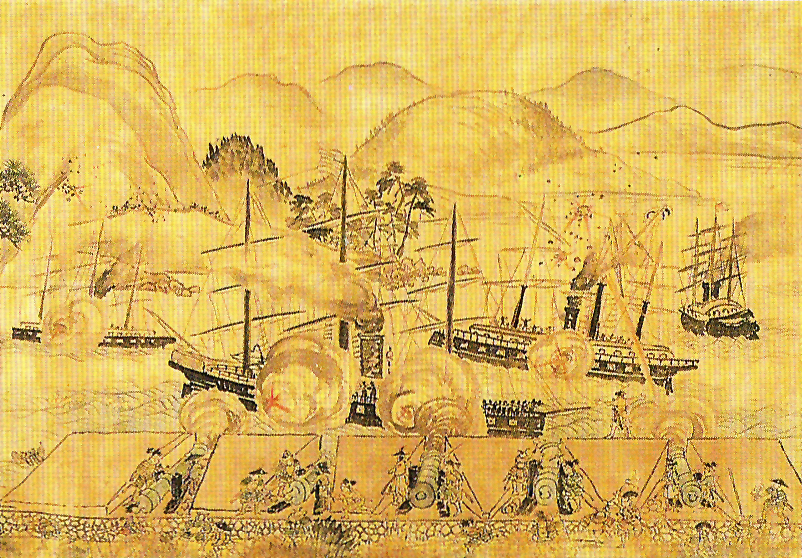
Cannoni giapponesi sparano a navi occidentali a Shimonoseki nel 1863. Dipinto giapponese.

L'opposizione belligerante all'influenza occidentale si trasformò in conflitto aperto quando l'Imperatore Kōmei, rompendo con secoli di tradizione imperiale, iniziò a prendere un ruolo attivo negli affari di Stato e promulgò, l'11 marzo e l'11 aprile 1863, un "Ordine di espellere i barbari" (攘夷実行の勅命). 
Il clan Chōshū con base a Shimonoseki, sotto il Lord Mori Takachika, eseguì l'Ordine, e iniziò a intraprendere azioni per espellere tutti gli stranieri a partire dalla data fissata come ultimatum (10 maggio, calendario lunare). Sfidando apertamente lo shogunato, Takachika ordinò alle sue forze di sparare senza avvertimento su tutte le navi straniere che attraversassero lo Stretto di Shimonoseki.
Sotto le pressioni dell'Imperatore, lo Shōgun fu inoltre costretto a promulgare una dichiarazione di fine delle relazioni con gli stranieri. L'ordine fu comunicato alle legazioni straniere da Ogasawara Zusho no Kami il 24 giugno 1863:
(Missive of Ogasawara Dzusho no Kami, 24 giugno, 1863, citata in A Diplomat in Japan, Ernest Satow, p75)
Il tenente colonnello Edward Neale, capo della delegazione britannica, rispose in termini molto forti, equiparando la mossa a una dichiarazione di guerra:
(Edward Neale, 24 giugno, 1863. Citato in A Diplomat in Japan, Ernest Satow, p77)
Una seconda ambasciata giapponese in Europa (1863) fu inviata nel dicembre 1863, con la missione di ottenere il supporto degli Europei per ristabilire la precedente chiusura del Giappone al commercio straniero, e specialmente per fermare l'accesso degli stranieri al porto di Yokohama. L'ambasciata terminò con un totale fallimento perché le potenze europee non trovarono alcun vantaggio nell'accettare le sue richieste.

## Interventi militari occidentali (1863-1865)
L'influenza americana, così importante all'inizio, svanì dopo il 1861 per l'inizio della Guerra Civile Americana (1861–1865), che mobilitò tutte le risorse disponibili degli Stati Uniti. L'influenza fu rimpiazzata da quella degli inglesi, degli olandesi e dei francesi.
A capo dell'opposizione al bakufu vi erano Chōshū e Satsuma. In quanto coinvolti direttamente prima negli attacchi alle navi straniere a Shimonoseki e poi nell'omicidio di Richardson, ed in quanto il bakufu si dichiarò incapace di placarli, le forze occidentali decisero di organizzare spedizioni militari dirette.

### Intervento americano (luglio 1863)

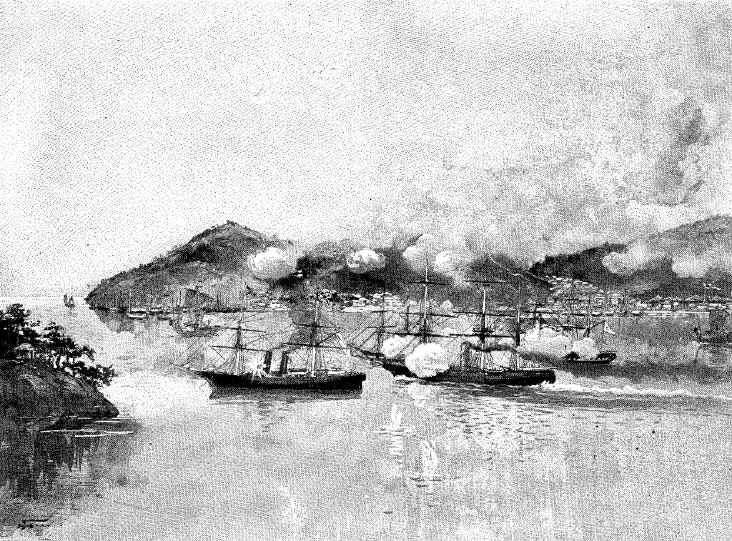
La USS Wyoming che combatte negli Stretti di Shimonoseki contro le navi da guerra a vapore dei Chōshū Daniel Webster (sei cannoni), il brigantino Lanrick (Kosei, con dieci cannoni), e la nave a vapore Lancefield (Koshin, con quattro cannoni).

Il mattino del 16 luglio 1863, con l'approvazione del Ministro Pruyn, in un'apparente rapida risposta all'attacco al Pembroke, la fregata statunitense, l'USS Wyoming al comando dello stesso Capitano McDougal navigò dentro lo stretto ed affrontò da sola la flotta ribelle, costruita negli Stati Uniti ma con scarso equipaggio. Per circa due ore prima di ritirarsi, McDougal affondò una nave nemica e danneggiò gravemente le altre due, insieme a quaranta perdite giapponesi, mentre la Wyoming ricevette danni estesi, con quattordici membri dell'equipaggio morti o feriti.

### Intervento francese (agosto 1863)
Sulla scorta dell'attacco di McDougal, due settimane dopo un contingente di terra francese di due navi da guerra, la Tancrède e la Dupleix, e 250 uomini al comando del Capitano Benjamin Jaurès entrarono in Shimonoseki e distrussero una cittadina, insieme con almeno una piazzaforte di artiglieria.

### Bombardamento inglese di Kagoshima (agosto 1863)

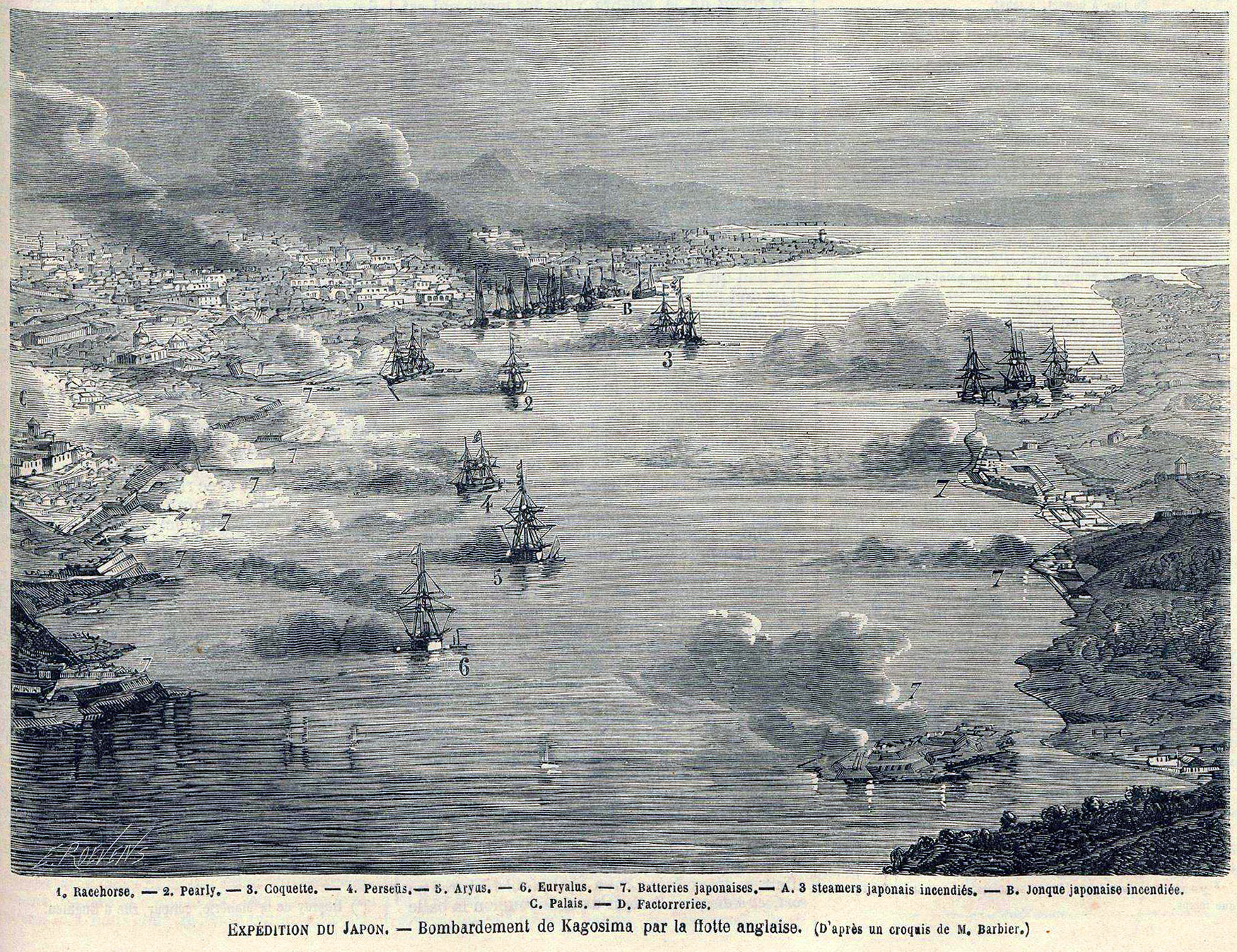
veduta a volo d'uccello del bombardamento di Kagoshima ad opera della Royal Navy, 15 agosto, 1863. Le Monde Illustré.

Nell'Agosto del 1863, avvenne il bombardamento di Kagoshima, in risposta per l'incidente di Namamugi e l'omicidio del commerciante inglese Richardson. La Royal Navy inglese bombardò la città di Kagoshima e distrusse numerose navi. Satsuma tuttavia più tardi negoziò e pagò 25 000 sterline, ma non consegnò gli assassini di Richardson e, in cambio, ottenne un accordo da parte della Gran Bretagna per la fornitura di navi da guerra a vapore a Satsuma. Il conflitto concretamente divenne il punto d'inizio di una stretta relazione fra Satsuma e la Gran Bretagna, che divennero i principali alleati nella successiva Guerra Boshin. Dall'inizio, la Provincia di Satsuma era generalmente stata favorevole all'apertura e alla modernizzazione del Giappone. Nonostante l'incidente Namamugi fosse stato una sfortuna, non era caratteristico della politica di Satsuma, e fu abbastanza abusivamente bollato come un esempio del sentimento xenofobo sonnō jōi, come giustificazione per una forte dimostrazione di forza da parte dell'Occidente.

### Bombardamento di Shimonoseki (settembre 1864)

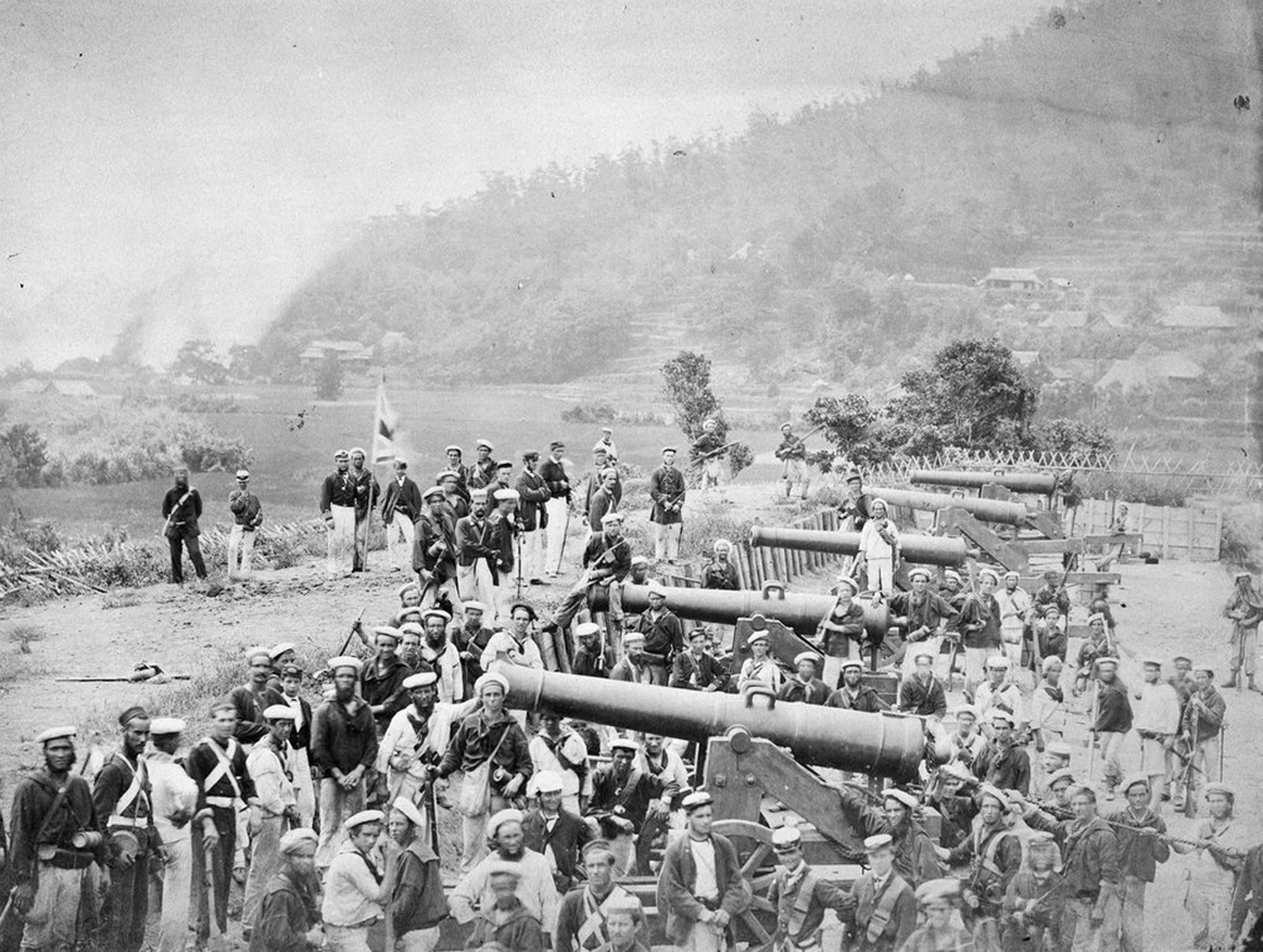
Il Bombardamento di Shimonoseki, 1863–1864.

Le nazioni occidentali organizzarono una rappresaglia armata contro l'opposizione giapponese con il bombardamento di Shimonoseki. L'intervento avvenne nel settembre del 1864, combinando le forze navali della Gran Bretagna, dei Paesi Bassi, della Francia e degli Stati Uniti, contro il potente daimyō Mōri Takachika del Dominio Chōshū con base a Shimonoseki, in Giappone. Questo conflitto minacciò di coinvolgere l'America, che nel 1864 era già martoriata dalla guerra civile, in una guerra esterna.

### Spedizione navale di Hyōgo (novembre 1865)

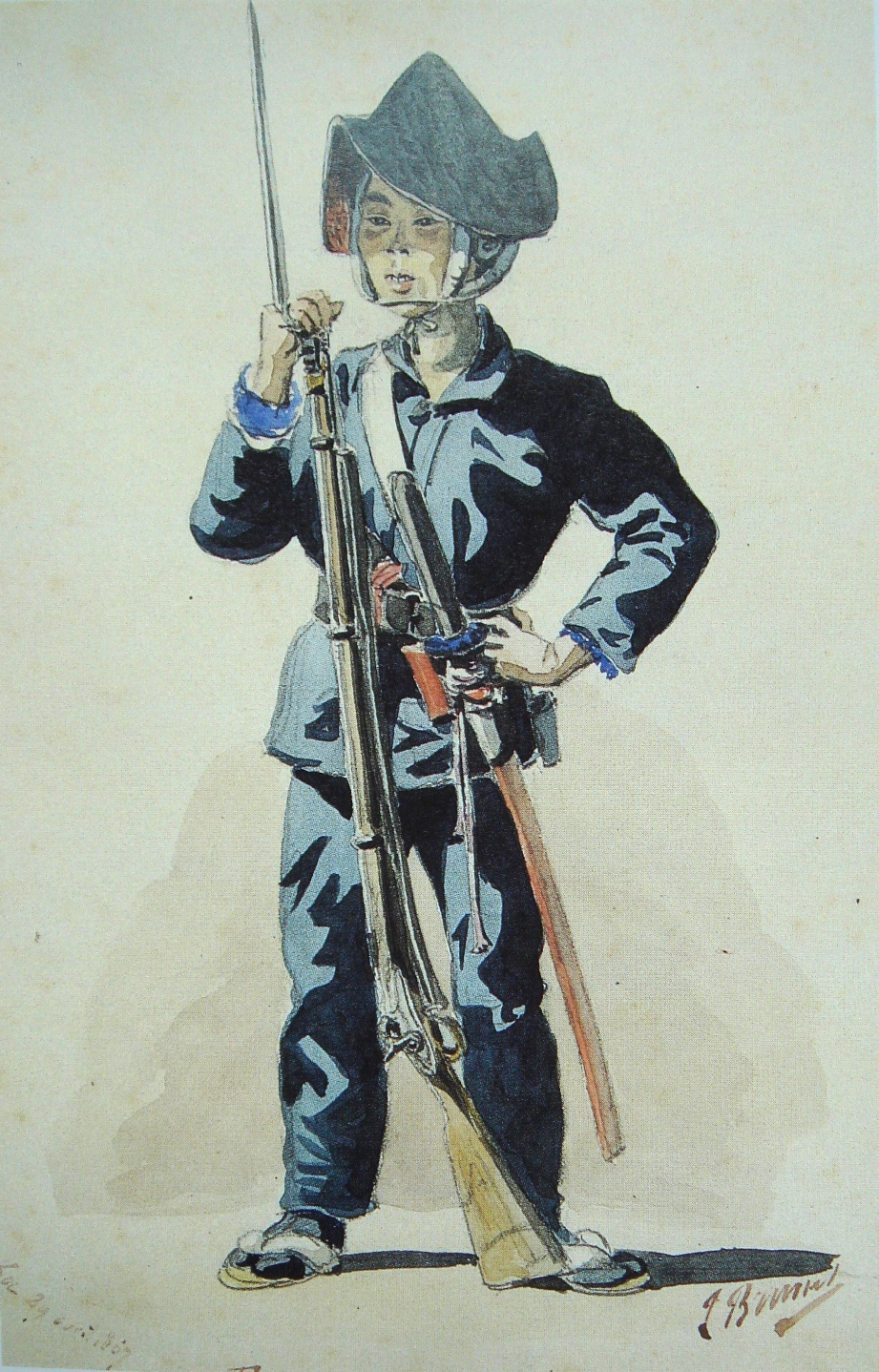
Soldato giapponese della fanteria del bakufu (Osaka, 29 aprile 1867). Dipinto di Jules Brunet

Poiché il bakufu aveva dimostrato di non essere in grado di pagare l'indennità di tre milioni di dollari richiesta dalle nazioni straniere per l'intervento a Shimonoseki, esse accettarono di ridurre la somma in cambio di una ratifica del Trattato Harris da parte dell'Imperatore, un abbassamento delle tariffe doganali a un uniforme 5%, e l'apertura dei porti di Hyōgo (moderna Kōbe) e Osaka al commercio straniero. Per fare una maggiore pressione per le loro richieste, uno squadrone di quattro navi da guerra inglesi, una olandese e tre francesi venne inviato nel porto di Hyōgo nel novembre 1865. Da parte delle forze straniere vennero fatte varie incursioni, finché l'Imperatore alla fine decise di modificare la sua posizione di totale opposizione ai Trattati, permettendo formalmente allo Shogun di intrattenere negoziati con le potenze straniere.
Questi conflitti portarono a comprendere che quel conflitto frontale con le nazioni occidentali non era una buona soluzione per il Giappone. Mentre il bakufu continuava nei suoi sforzi per la modernizzazione, i daimyo delle regioni occidentali (soprattutto Satsuma e Chōshū) continuarono a loro volta a modernizzare intensivamente per costruire un Giappone più forte e stabilire un governo più legittimo sotto il potere dell'Imperatore.

## Rinnovamento nel Bakumatsu e modernizzazione

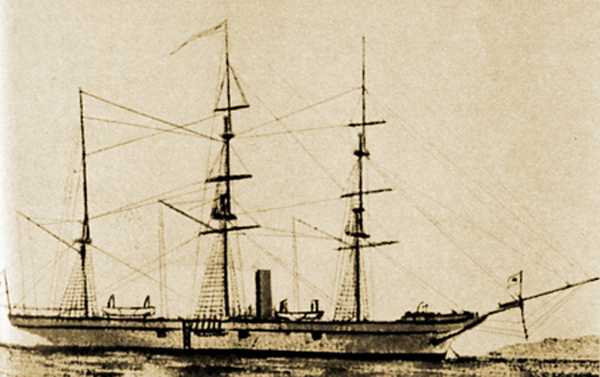
Kanrin Maru, la prima nave da guerra a vapore giapponese mossa a elica (screw-driven), 1855

Durante gli ultimi anni del bakufu, o bakumatsu, il bakufu intraprese forti misure per tentare di riaffermare il suo dominio, nonostante il suo coinvolgimento con la modernizzazione e le potenze stranieri lo rendesse un bersaglio del sentimento anti-occidentale in tutto il paese.
Allievi della marina vennero inviati a studiare in scuole navali occidentali per numerosi anni, iniziando una tradizione di futuri leader istruiti all'estero, come l'Ammiraglio Enomoto. L'ingegnere navale francese Léonce Verny venne assunto per costruire arsenali navali come quelli di Yokosuka e Nagasaki. Alla fine dello shogunato Tokugawa nel 1867, la marina giapponese dello shōgun possedeva già otto navi da guerra a vapore di tipo occidentale intorno alla nave ammiraglia, la nave da battaglia giapponese Kaiyō Maru, che furono usate contro le forze pro-imperiali durante la Guerra Boshin, sotto il comando dell'Ammiraglio Enomoto. Una missione militare francese in Giappone nel 1867 fu inviata per aiutare a modernizzare gli eserciti del bakufu. Il Giappone mandò una delegazione e partecipò alla Esposizione Universale del 1867 a Parigi.

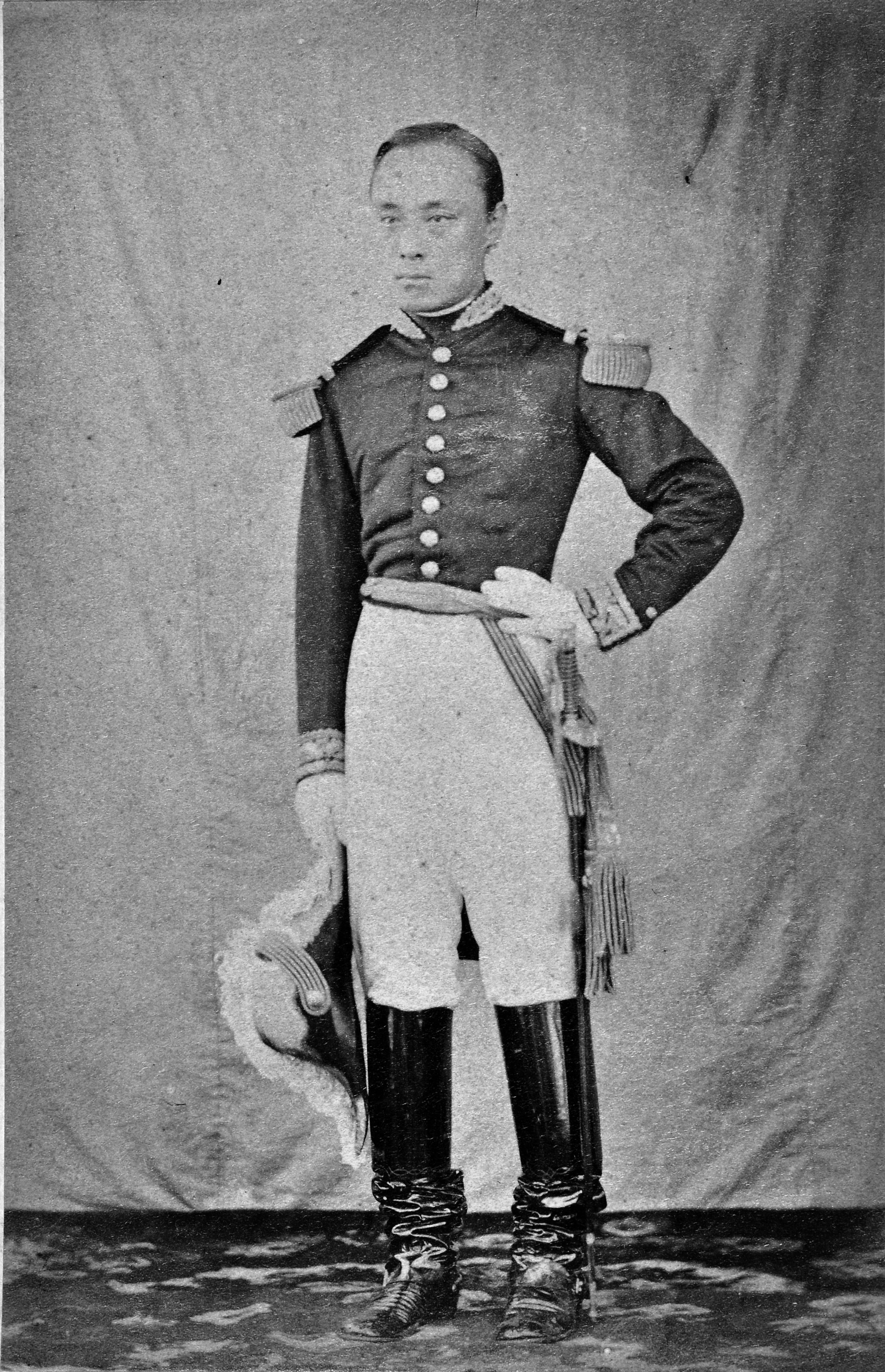
Tokugawa Yoshinobu, l'ultimo Shogun, in uniforme militare francese, c.1867

Riverendo l'imperatore come simbolo di unità, gli estremisti portarono violenza e morte contro le autorità Bakufu e Han e contro gli stranieri. Le rappresaglie navali straniere nella Guerra Anglo-Satsuma portarono ad un altro trattato commerciale che molto concedeva nel 1865, ma Yoshitomi non era in grado di rinforzare i trattati con gli occidentali. Un esercito del bakufu fu sconfitto quando venne inviato a schiacciare una rivolta nello han della Provincia di Satsuma e nel Dominio Chōshū nel 1866. Infine, nel 1867, l'Imperatore Komei morì, e gli succedette il secondogenito Mutsuhito.
Keiki divenne con riluttanza capo della casata Tokugawa e shogun a seguito della morte inaspettata di Tokugawa Iemochi, a metà del 1866. Tentò di riorganizzare il governo sotto l'Imperatore conservando il ruolo di leadership dello shogun, un sistema conosciuto come kōbu gattai. Temendo il potere crescente dei daimyō di Satsuma e Chōshū, altri daimyo chiesero il ritorno del potere politico dello shogun all'Imperatore e a un consiglio di daimyō incaricati dal precedente shōgun Tokugawa. Con la minaccia di un'imminente azione militare guidata da Satsuma-Chōshū, Keiki anticipò le mosse cedendo una parte della sua precedente autorità.

## Fine delbakufu

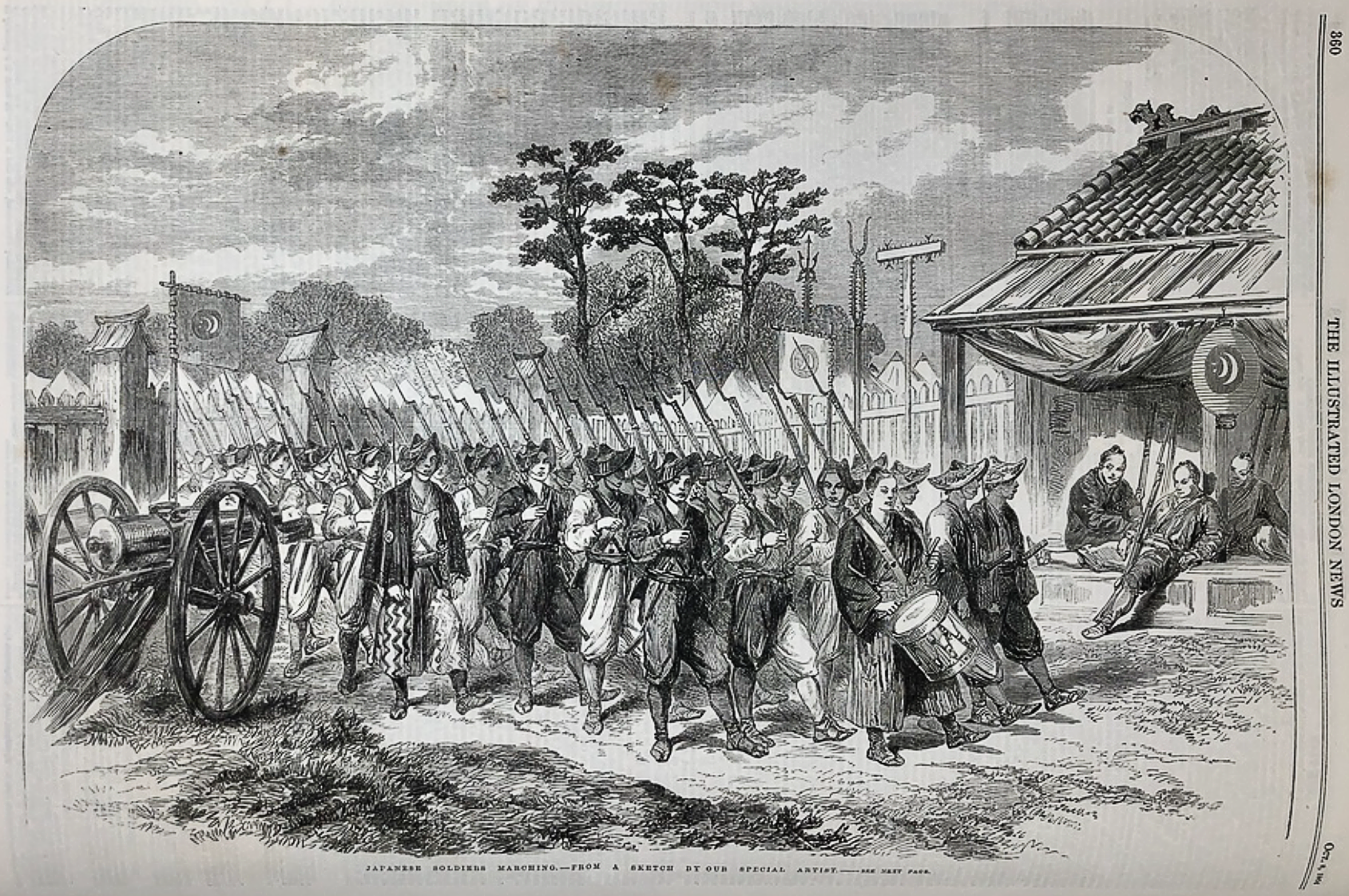
Truppe dello shogun nel 1864. The Illustrated London News.

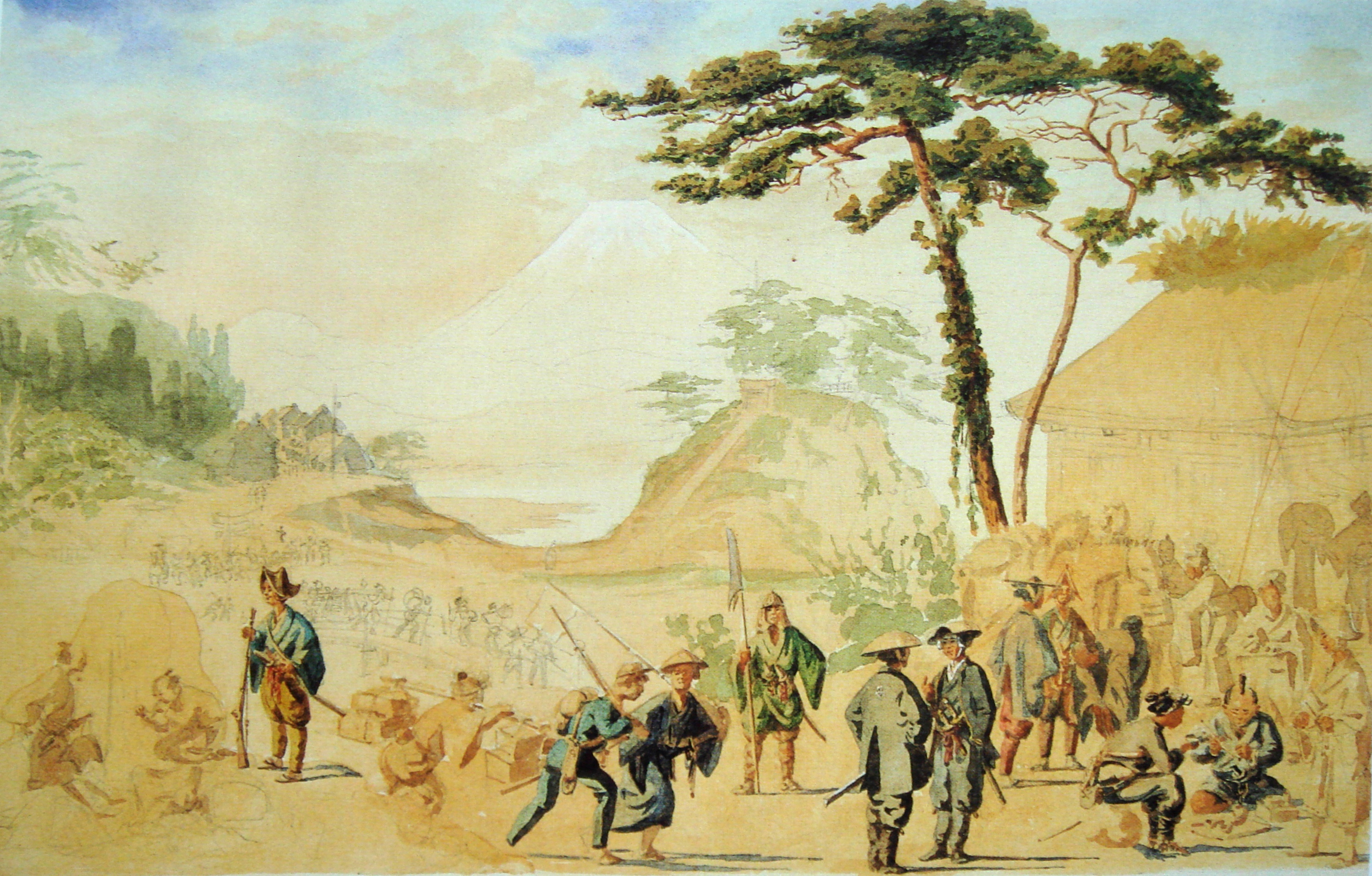
Truppe del Bakumatsu presso il Fuji nel 1867. Dipinto di Jules Brunet

Dopo che Keiki ebbe temporaneamente evitato il conflitto che stava crescendo, le forze ostili allo shogunato istigarono disordini diffusi nelle strade di Edo usando gruppi di rōnin. Quindi le truppe di Satsuma e Chōshū si mossero in forze su Kyoto, facendo pressione sulla Corte Imperiale per un editto conclusivo che mettesse fine alla supremazia dello shogunato. A seguito di una conferenza di daimyō, la Corte Imperiale promulgò tale editto, rimuovendo il potere dello shogunato negli ultimi giorni del 1867. I leader di Satsuma, Chōshū e di altri han e cortigiani radicali, tuttavia, si ribellarono, assediarono il palazzo imperiale e annunciarono la loro personale restaurazione il 31 gennaio 1868. Keiki nominalmente accettò il fatto, ritirandosi dalla Corte Imperiale a Osaka e nello stesso tempo dimettendosi da shogun. Temendo una falsa concessione del potere di shogun per consolidare il suo potere, la disputa continuò fino a culminare in un confronto militare fra i Tokugawa ed i domini loro alleati e le forze di Satsuma, Tosa e Chōshū, a Fushimi e Toba (battaglia di Toba-Fushimi). Quando la battaglia fu vinta dalle forze ostili allo shogunato, Keiki lasciò Osaka per Edo, essenzialmente ponendo fine al potere dei Tokugawa e allo shogunato che aveva governato il Giappone per più di 250 anni.
Dopo la Guerra Boshin (1868–1869), il bakufu fu abolito, e Keiki fu ridotto al rango di un comune daimyo. La resistenza continuò nel Nord durante il 1868, e la marina del bakufu al comando dell'Ammiraglio Enomoto Takeaki continuò a resistere per altri sei mesi in Hokkaidō, dove fondarono la Repubblica di Ezo, che ebbe vita breve. Questa sfida finì con la Battaglia di Hakodate, dopo un mese di combattimenti.

## Si veda anche

### Figure importanti
- Ōmura Masujirō
- Sakamoto Ryōma
- Kondo Isami
- Hijikata Toshizo
- Takasugi Shinsaku
- Matsudaira Katamori
- Saigō Takamori
- Tokugawa Yoshinobu
- Yoshida Shoin
- Katsura Kogoro
- Nomura Motoni
- Matthew C. Perry

Figure meno conosciute del periodo:
- Hayashi Daigaku no kami (Lord Rettore, Confucianista)
- Ido Tsushima no kami (Governatore di Yedo, prima Governatore di Nagasaki)
- Izawa Mimasaka no kami (Governatore di Uraga, prima Governatore di Nagasaki)
- Kawakami Gensai (Principale dei 4 hitokiri, attivo come assassino durante questo periodo)
- Takano Chōei - studioso del Rangaku

A Matsudaira Yoshinaga, Date Munenari, Yamanouchi Toyoshige e Shimazu Nariaki ci si riferisce collettivamente come Bakumatsu no Shikenkō (幕末の四賢侯?).
Osservatori stranieri:
- Ernest Satow in Giappone fra 1862 e69
- Edward e Henry Schnell
- Robert Bruce Van Valkenburgh, Ministro-Residente americano

### Relazioni internazionali
- Gaikoku bugyō
- Relazioni Franco-giapponesi
- Relazioni Anglo-giapponesi
- Relazioni Tedesco-giapponesi